# Aeropuerto de Ibaraki
El aeropuerto de Ibaraki  (茨城空港 Ibaraki Kū Kō) se encuentra ubicado en la ciudad de Omitama en la prefectura de Ibaraki, Japón, y fue inaugurado en 2010.

## Aeropuerto aeródromo
El nuevo aeropuerto de la aviación civil en Omitama, llamado Aeropuerto de Ibaraki, para el servicio doméstico a Naha, Fukuoka, Osaka, Nagoya, Yonago y Sapporo, se inauguró en marzo de 2010. 
El aeródromo, es compartido entre la Fuerza Aérea de Autodefensa de Japón y el Aeropuerto de Ibaraki, que está dirigido a operadores internacionales y domésticos de bajo costo. 
Vuelos internacionales de Spring Airlines, al Aeropuerto Internacional Pudong (Shanghái, China); de Asiana Airlines, al Aeropuerto Internacional de Incheon (Incheon, Corea del Sur), y de Myanmar Airways International, al Aeropuerto Internacional de Mandalay (Mandalay, Birmania o Myanmar), se han realizado.
El Aeródromo de Hyakuri es de la Base Aérea de Hyakuri perteneciente a la Fuerza Aérea de Autodefensa de Japón, que se encuentra situada en la ciudad de Omitama.

## Localización

Localización del Aeropuerto

El aeropuerto se encuentra localizado en la ciudad de Omitama, en el sureste de la Prefectura de Ibaraki, y al noreste de la metrópoli de Tokio.
La dirección es, 〒311-3416 Nippon - Ibaraki-ken - Omitama-shi - Yozawa - Ibaraki Airport (IBR) 1601−55 Ryokaku Tāminaru Biru.
Web site Ibaraki Airport

## Transporte terrestre
Autobuses conectan el aeropuerto de Ibaraki con varias estaciones de tren en la prefectura de Ibaraki con destino a Tokio. Tokio se halla ubicado a unos 100 km por vía terrestre del aeropuerto de Ibaraki.
La estación Ishioka de la línea JR (Japan Railways) Jōban en Ishioka, es la estación más cercana con servicio de autobús a ella. A partir de esa estación de tren, se puede conectar al norte con la ciudad capital de la prefectura Mito y al sur con la metrópoli de Tokio.
Además, hay un servicio de autobús que sirve como una conexión directa entre la Estación de Tokio y el aeropuerto de Ibaraki.
Con destino a Tokio, el camino rápido terrestre, es acceder a la autopista Jōban Expressway, en la entrada “Chiyodaishioka IC” en la ciudad de Ishioka.

## Aerolíneas y destinos
| Aerolíneas       | Destinos                             |
| ---------------- | ------------------------------------ |
| Skymark Airlines | Fukuoka, Kobe, Naha, Sapporo-Chitose |
| Spring Airlines  | Shanghái-Pudong                      |
| Tigerair Taiwan  | Taipei-Taoyuan                       |

## Galería de imágenes

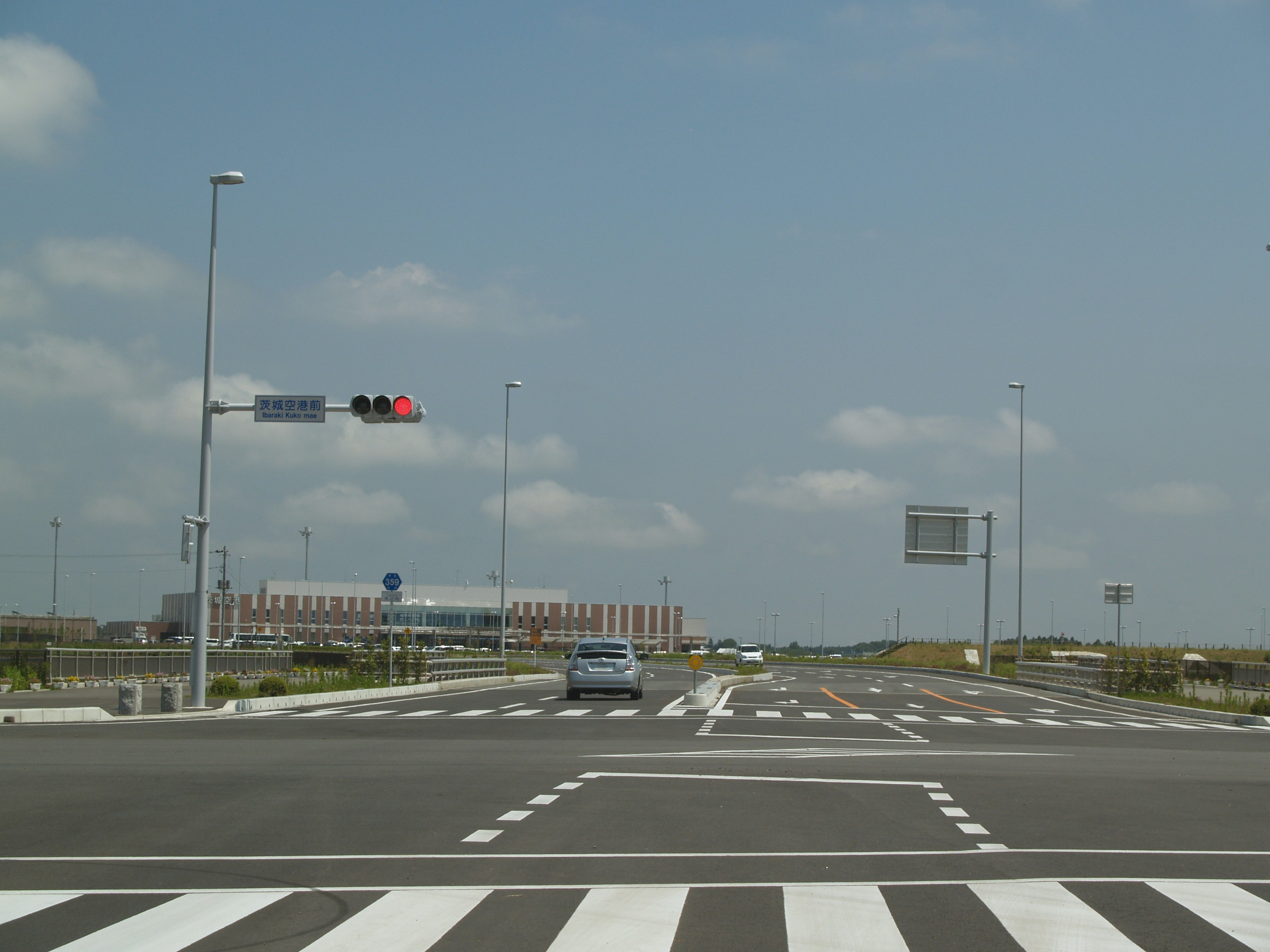
Aeropuerto de Ibaraki
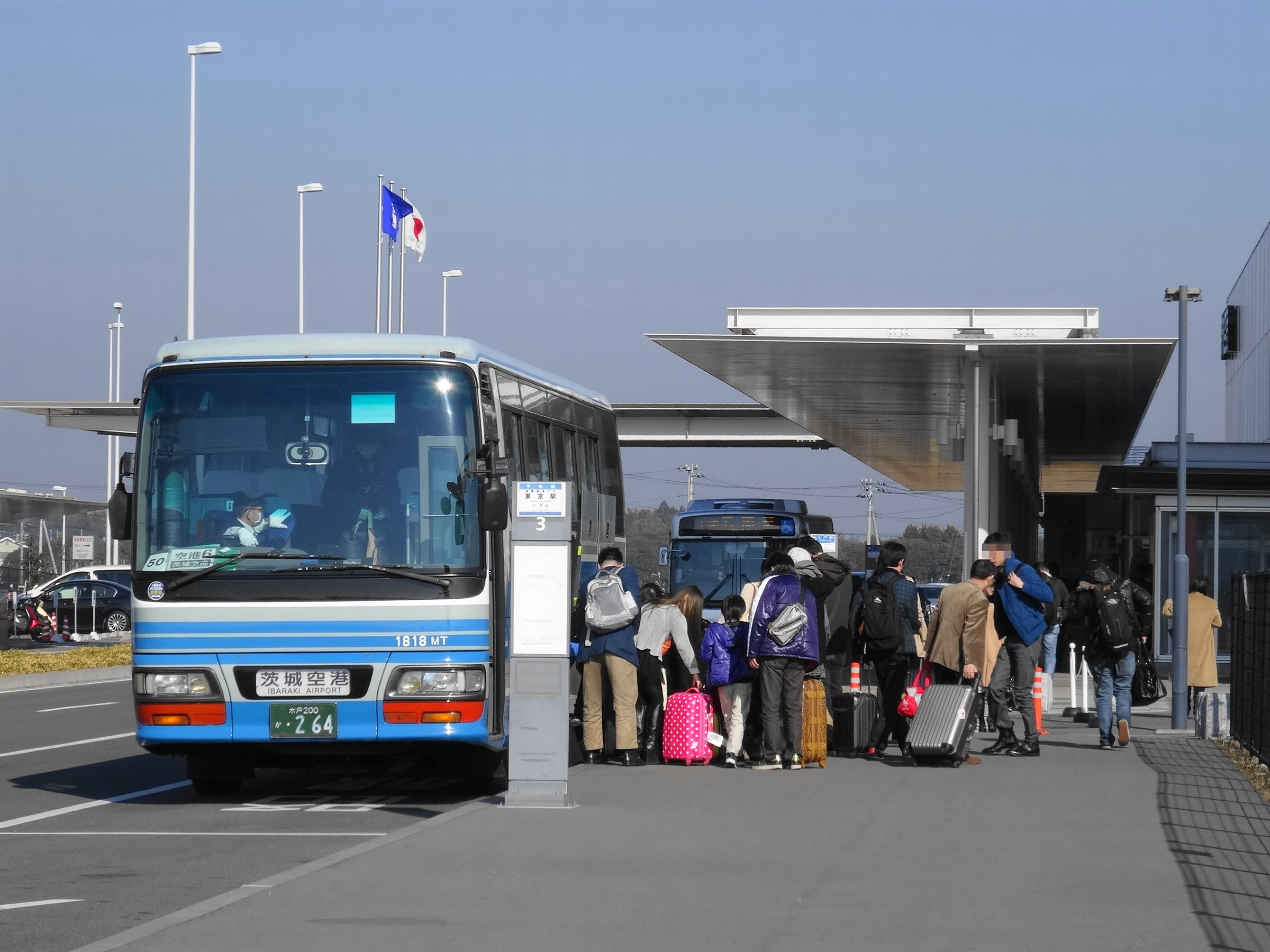
Bus Aeropuerto de Ibaraki
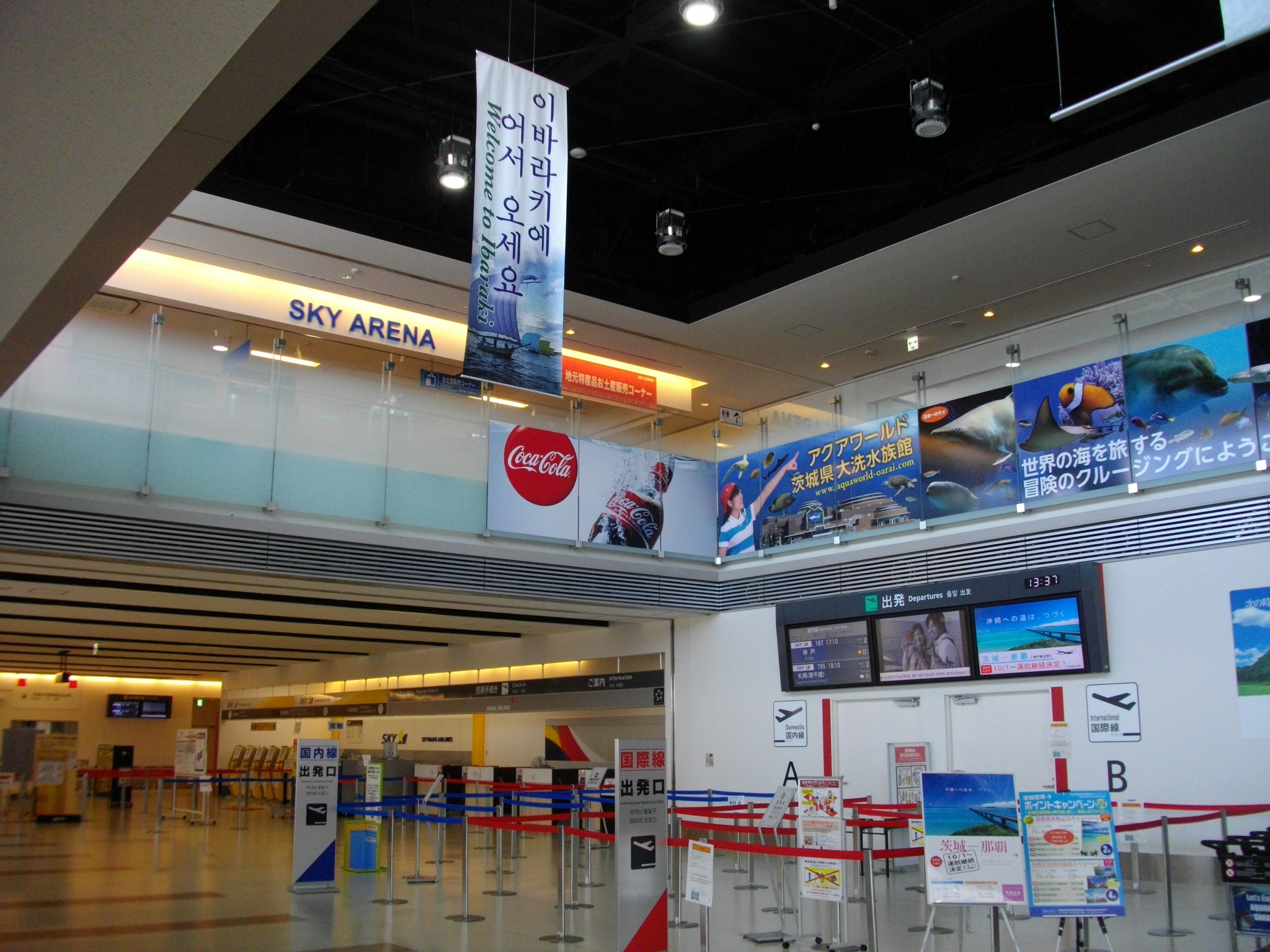
Aeropuerto de Ibaraki
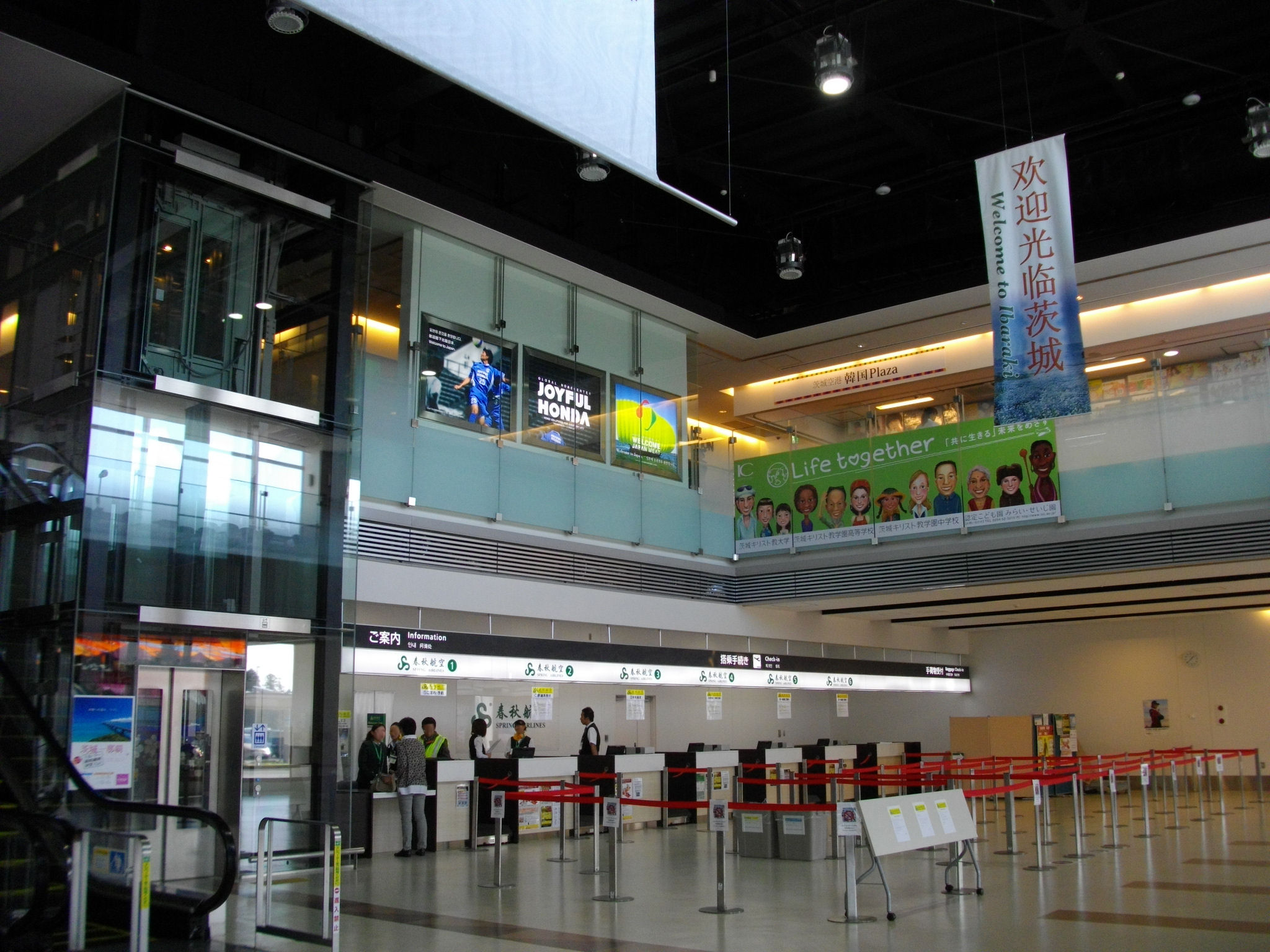
Aeropuerto de Ibaraki
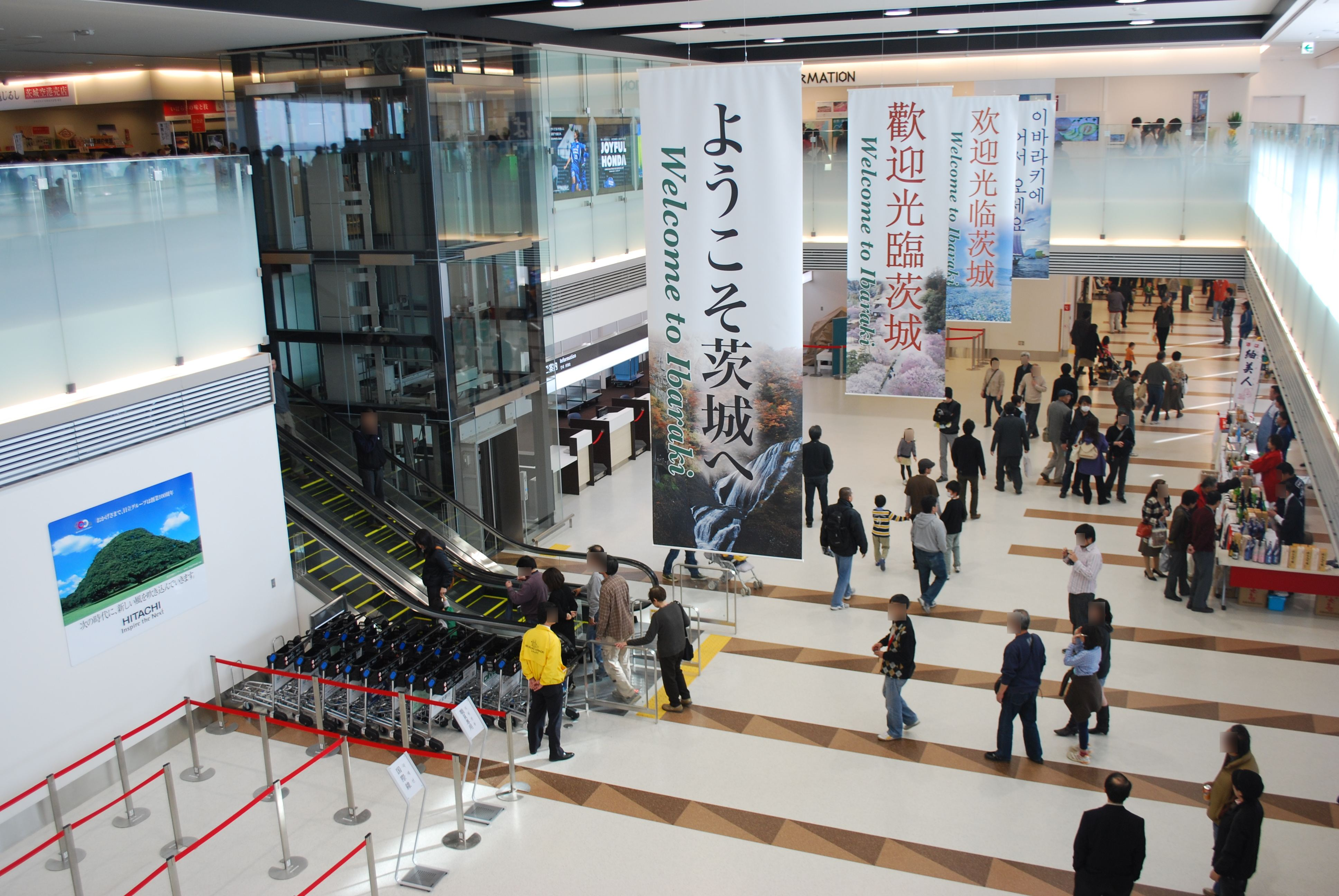
Aeropuerto de Ibaraki
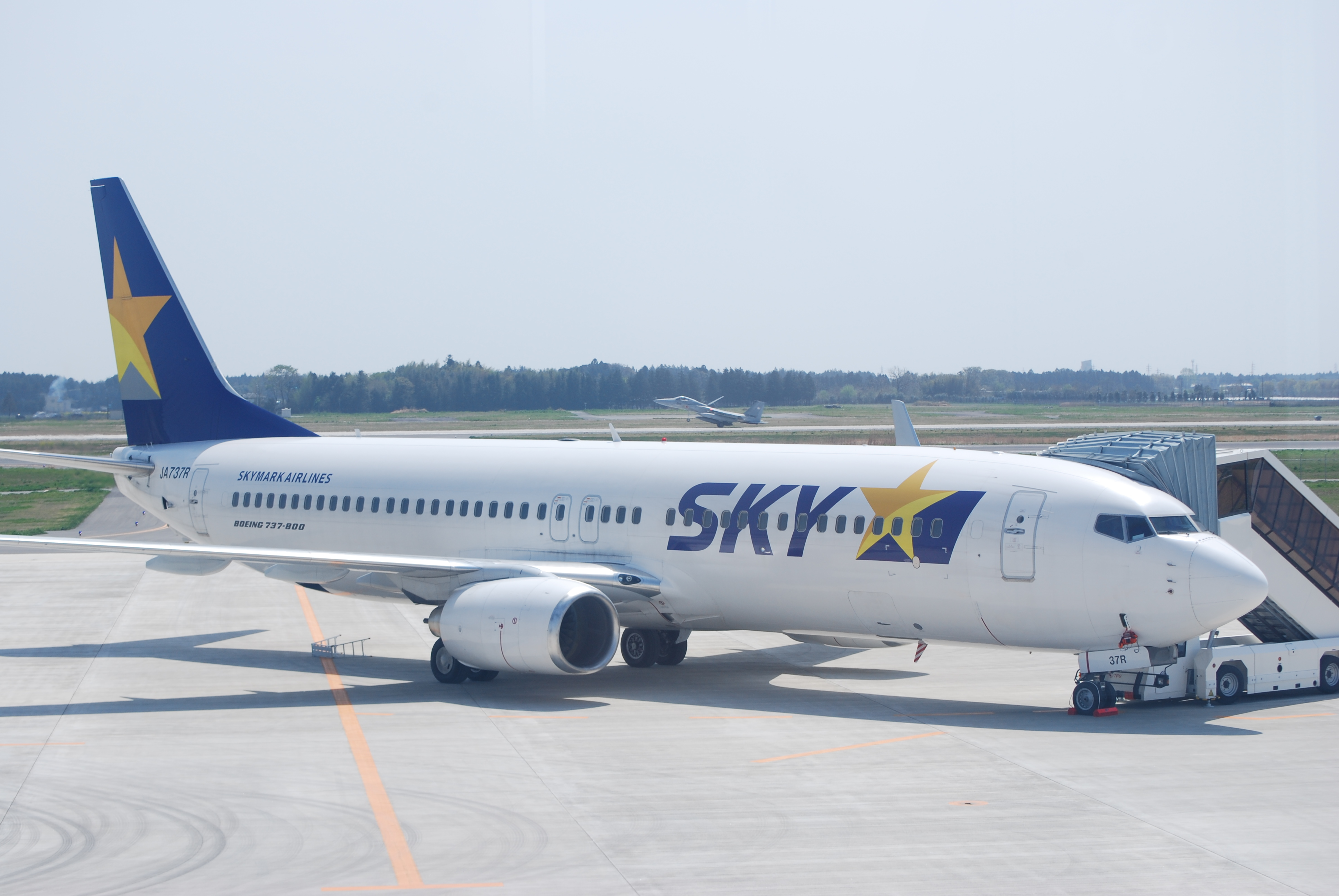
Aeropuerto de Ibaraki
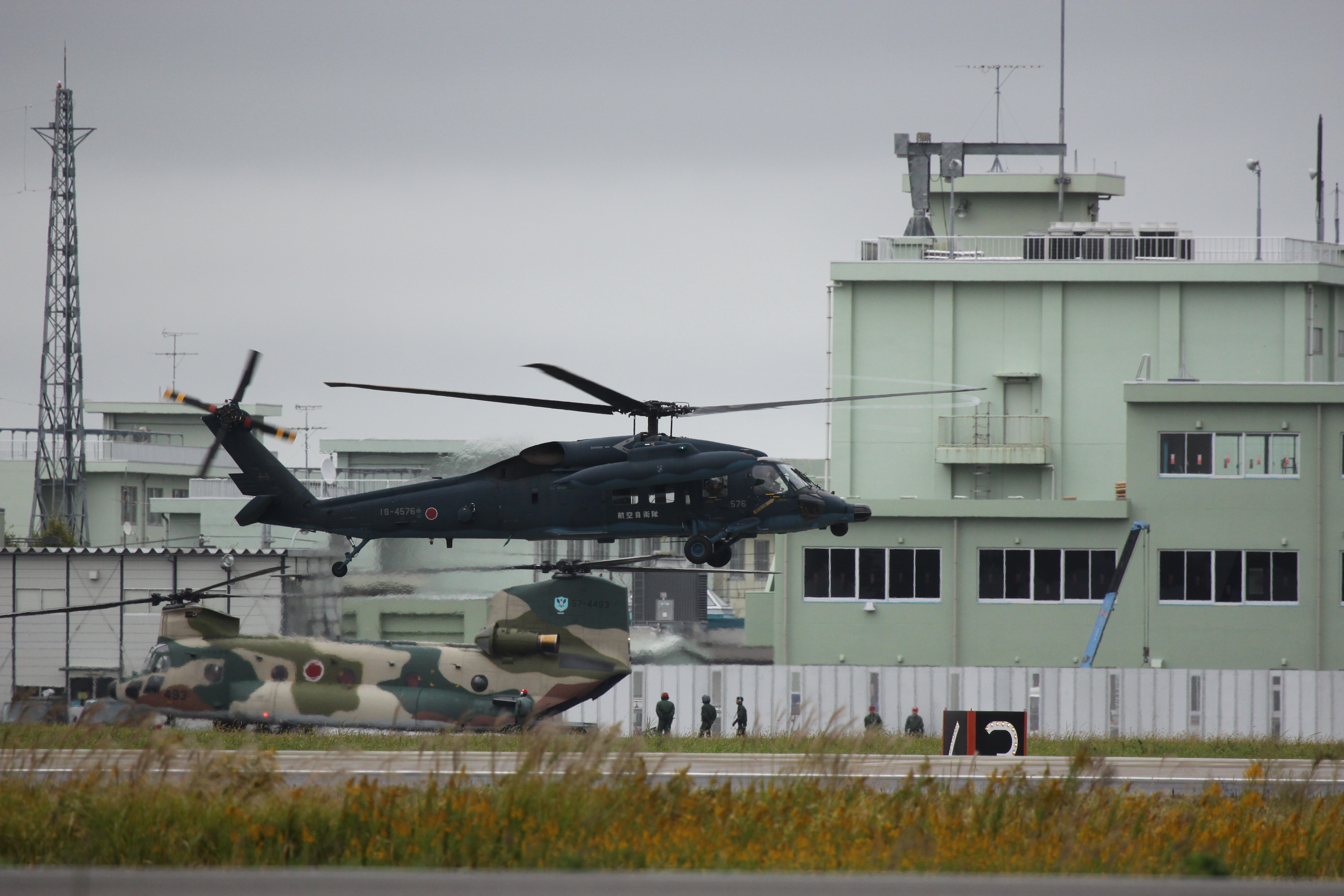
Base Aérea de Hyakuri